# تاريخ شبكة (ديب سبيس)
تم تأسيس شبكة الفضاء العميق (بالإنجليزية:Deep Space Network) في يناير عام 1958وذلك عندما نشر مختبر الدفع النفاث JPL بموجب عقد مع الجيش الأمريكي محطات تتبع لاسلكية محمولة في نيجيريا وسنغافورة وكاليفورنيا خاصة بعمليات القياس عن بعد ورسم مدار Explorer 1 الذي أطلقه الجيش وهو أول قمر صناعي أمريكي ناجح.
تأسست وكالة ناسا رسميًا في 1 أكتوبر عام 1958، لدمج برامج استكشاف الفضاء النامية التابعة للجيش الأمريكي والبحرية الأمريكية والقوات الجوية الأمريكية في منظمة مدنية واحدة.

## البداية في الخمسينيات
في 3 ديسمبر 1958، تم نقل مختبر الدفع النفاث JPL من الجيش الأمريكي إلى وكالة ناسا والتي تسلمت مسؤولية تصميم وتنفيذ برامج استكشاف القمر والكواكب باستخدام المركبات الفضائية التي يتم التحكم فيها عن بُعد.
وبعد فترة وجيزة من النقل أقرت وكالة ناسا ميثاق «مركز أدوات الفضاء العميق» DSIF كنظام للاتصالات مُدار ومُشغل بشكل منفصل ويستوعب جميع مهام الفضاء البعيد وبالتالي تجنب الحاجة إلى تجهيز أنظمة اتصالات وتشغيل لكل رحلة ومهمة على حدى
أصبح نظام الدوبلر، المدى، والقيادة (CODORAC) الذي طورته Eberhardt Rechtin و Richard Jaffe و Walt Victor أساسًا للكثير من الإلكترونيات في DSIF. كانت سوزان فينلي جزءًا من الفريق الذي بنى برنامج الشبكة.
ومن أجل دعم البعثات الفضائية العميقة على مدار الساعة، كان من الضروري إنشاء شبكة من ثلاث محطات تبعد عن بعضها بنحو 120 درجة على خطوط الطول بحيث عندما تدور الأرض فإن المركبة الفضائية دائمًا ستكون فوق واحدة من المحطات على الأقل.
ولهذه الغاية، تم إنشاء منشأتين خارجيتين بهوائي طوله 26 م في جولدستون في كاليفورنيا.
وكان أول موقع خارجي هو DSIF 41 في جزيرة Lagoon بالقرب من ووميرا في أستراليا.
وتم تشغيله من قبل وزارة التموين الأسترالية التي تدير نطاق اختبار ووميرا
وأما الآخر DSIF 51 ، كان بالقرب من يوهانسبرغ في جنوب إفريقيا، ويديره مجلس جنوب إفريقيا للبحوث العلمية والصناعية (CSIR).
وتم الانتهاء من هاتين المحطتين في عام 1961. وقد كان لكل محطة DSIF قدرة إرسال واستقبال على موجة 960 ميغاهرتز  في النطاق L للطيف الراديوي ويمكنه التعامل مع عملية القياس عن بعد.
ربطت دوائر الهاتف والتليفزيون المحطات بغرفة عمليات مشتركة موجودة في مختبر الدفع النفاث. ثم تزايد عدد البعثات التي تم تطويرها في غرفة العمليات إلى «مركز أدوات الفضاء العميق» DSIF وتم دمج الأفراد والمعدات المشتركة في جميع البعثات في DSIF الذي أعيدت تسميته بشبكة Deep Space Network في عام 1963 .
تم تكليف DSN بالمسؤولية عن أبحاثها وتطويرها وتشغيلها لدعم جميع مستخدميها. وبموجب هذا فقد أصبحت رائدة على مستوى العالم في تطوير أجهزة الاستقبال منخفضة التشويش. والهوائيات ذات الطبق الكبير وأجهزة التتبع والقياس عن بعد وأنظمة القيادة؛ ومعالجة الإشاراة الرقمية؛ والملاحة في الفضاء البعيد (العميق).

## عصر مارينر - 1961 إلى 1974
بدأت DSN هذه الفترة وهي تملك القدرة على دعم مختبر الدفع النفاث وتصميم المركبات الفضائية وعمليات القياس وكانت قد تحسنت تدريجيا للتعامل مع زيادة الطلب على خدماتها من قبل برامج جديدة.
| اسم البرنامج    | نوع المهمة                                     | عدد الإطلاقات | البعثات         | الإطلاق الأول                    | الإطلاق الأخير                  |
| --------------- | ---------------------------------------------- | ------------- | --------------- | -------------------------------- | ------------------------------- |
| رانجر           | صور قمرية                                      | 9             | 3               | أغسطس 1961                       | مارس 1965                       |
| مارينر          | كوكب الزهرة أو المريخ مسبار المريخ مركبة عطارد | 7 2 1         | 5 1 1           | يوليو 1962 مايو 1971 نوفمبر 1973 | مارس 1969 مايو 1971 نوفمبر 1973 |
| بيونير          | الكواكب كوكب المشتري                           | 4 2           | 4 2             | ديسمبر 1965 مارس 1972            | نوفمبر 1968 أبريل 1973          |
| مساح            | هبوط قمري                                      | 7             | 5               | مايو 1966                        | يناير 1968                      |
| المركبة القمرية | الصورة القمرية                                 | 5             | 5               | أغسطس 1966                       | أغسطس 1967                      |
| أبولو           | طيار القمر                                     | 16            | 7 اختبار 6 هبوط | نوفمبر 1967                      | ديسمبر 1972                     |

### 1966 إلى 1968
| الموثع                                | اسم الهوائي                              | عدد         | قطر الهوائي | نوع                   | أول عملية      |
| ------------------------------------- | ---------------------------------------- | ----------- | ----------- | --------------------- | -------------- |
| غولدستون، كاليفورنيا                  | بيونير صدى الصوت كوكب الزهرة كوكب المريخ | 11 12 13 14 | 26 م 64 م   | قطبي قطبي Az-El Az-El | 1958 1962 1966 |
| أستراليا - ووميرا أستراليا - كانبيرا  | جزيرة البحيرة تيبدينيلا                  | 41 42       | 26 م 26 م   | قطبي قطبي             | 1961 1965      |
| جوهانسبرغ، جنوب أفريقيا مدريد اسبانيا | Hartebeesthoek روبليدو                   | 51 61       | 26 م 26م    | قطبي قطبي             | 1961 1965      |
| الدعم كيب كانافيرال جزيرة أسنشن       | مراقب المركبة الفضائية الشيطان           | 71 72       | 1.2 م 9 م   | Az-El Az-El           | 1965 1966      |

### 1969 إلى 1974
في عام 1969، كانت المركبتان الفضائيتان مارينر 6 و مارينر 7 تنطلقان إلى المريخ في نفس الجزء من السماء وكلاهما في نفس الوقت ولكن ليس ضمن عرض حزمة هوائية واحدة. يتطلب التتبع في وقت واحد هوائيين ومعالجين لبيانات القياس عن بُعد.
في الوقت نفسه تم تتبع المركبة الفضائية المخصصة لاستكشاف الكواكب بايونير وكان هناك حاجة إلى تقديم دعم لأبولو. وتعرضت DSN للضغط لخدمة جميع عملائها.
و مع بداية رحلة المريخ من الاقتراب في نهاية شهر يوليو، بدأت عمليات التوجيه لــ Mariner 7 بعد خمسة أيام فقط من Mariner 6.
Mariner 9 أطلقت في عام 1971 كمهمة لاستكشاف مدار كوكب المريخ، وهي عملية أكثر تعقيدًا بكثير من المهام السابقة وتتطلب ملاحة دقيقة ومعدلات بيانات عالية.
منذ مهمة مارينر الأخيرة، كان نظام القياس عن بُعد متعدد المهام ونظام القياس (HRT) يعملان بالكامل.
ولكن لا يمكن إرسال البيانات عالية السرعة إلا يقوم هوائي 64م في Goldstone بعملية التتبع.
وفي هذا الوقت كان هناك زيادة كبيرة في عدد الهوائيات. 26 هوائي إضافي وتم بناء هوائي في كل من Tidbinbilla وRobledo لدعم أبولو و Mariner 10 والمهام المخطط لها.
كجزء من دمج المحطات في المواقع المركزية تم إيقاف محطة ووميرا في عام 1972 وتم تقديم الهوائي ومعدات الاستقبال والطاقة الأساسية إلى الحكومة الأسترالية وعلى الرغم من استخدامها من قبل العلماء الأستراليين لقياسات VLBI الرائدة،  لكن تم تفكيكها وإلغائها في نهاية المطاف بسبب مشاكل لوجستية إضافة للتكلفة الباهظة.
و تم أيضاً إيقاف تشغيل DSS 51 في جنوب إفريقيا بالمثل في عام 1974 ولكن في حالتها تم الاستيلاء عليها من قبل مجلس جنوب إفريقيا للبحوث العلمية والصناعية (CSIR) وأعيد تشغيلها كمرفق لعلم الفلك الراديوي، والذي أصبح الآن مرصد Hartebeesthoek Radio Astronomy .
| الموثع               | اسم الهوائي                              | عدد         | قطر الهوائي    | نوع                   | أول عملية      |
| -------------------- | ---------------------------------------- | ----------- | -------------- | --------------------- | -------------- |
| غولدستون كاليفورنيا  | بيونير صدى الصوت كوكب الزهرة كوكب المريخ | 11 12 13 14 | 26 م 64 م      | قطبي قطبي Az-El Az-El | 1958 1962 1966 |
| Tidbinbilla أستراليا | ويمالا باليما زهر العسل                  | 42 43 44    | 26 م 64 م 26 م | قطبي Az-El            | 1965 1973 1973 |
| مدريد - اسبانيا      | روبليدو سيبروس روبليدو                   | 61 62 63    | 26 م 26 م 64 م | قطبي قطبي Az-El       | 1965 1967 1973 |

### برنامج أبولو
لدعم برنامج أبولو للهبوط على سطح القمر المأهول، قامت شبكة ناسا الفضائية بتثبيت هوائيات م26 إضافية في غولدستون، هونسياكل في أستراليا.. وفريسنديلاس  في إسبانيا.
وخلال انطلاق عمليات القمر احتاجت المركبات الفضائية إلى تتبع من موقعين مختلفين.و بدلاً من تكرار ما فعلته MSFN, قامت DSN في هذه الحالة بتتبع أحدها بينما قامت MSFN بتتبع الأخرى.
صمم DSN محطات MSFN للاتصالات القمرية وقدم هوائيًا ثانيًا في كل موقع لــ MSFN (وكانت مواقع MSFN بالقرب من مواقع DSN لهذا السبب فقط).
المثال المشهور للتعاون في رحلات أبولو كان مهمة أبولو 13 حيث أدت طاقة البطارية المحدودة وعدم القدرة على استخدام الهوائيات العالية للمركبة الفضائية إلى تقليل مستويات الإشارة أقل من قدرة MSFN على التعامل واستخدمت أكبر هوائيات DSN (وراديو مرصد باركس الأسترالي) الذي كان حاسمًا في إنقاذ أرواح رواد الفضاء.

## فترة برامج الفايكينغ 1974 إلى 1978
أجبرت برامج الفايكنج وبشكل رئيسي Viking 1 و Viking 2 على بعض الابتكار الذي يجب القيام به فيما يتعلق بنقل الطاقة إلى مركبات المريخ، واستقبال وتتبع جهاز الهبوط عن بعد لمركبة الهبوط.
أخفقت سفن الفايكنج في النهاية، واحدة تلو الأخرى، على النحو التالي:
| حرفة                        | تاريخ الوصول  | تاريخ الإغلاق  | العمر التشغيلي             | سبب الفشل                                                                             |
| --------------------------- | ------------- | -------------- | -------------------------- | ------------------------------------------------------------------------------------- |
| الفايكنج 2 المركبة الفضائية | 7 أغسطس 1976  | 25 يوليو 1978  | عام واحد، 11 شهرًا، 18 يومًا | يتم إيقاف التشغيل بعد تسرب الوقود في نظام الدفع.                                      |
| فايكنغ 2 لاندير             | 3 سبتمبر 1976 | 11 أبريل 1980  | 3 سنوات، 7 أشهر، 8 أيام    | فشل البطارية.                                                                         |
| الفايكنج 1 المركبة الفضائية | 19 يونيو 1976 | 17 أغسطس 1980  | 4 سنوات - شهر - 19 يوم     | يتم إيقاف التشغيل بعد استنفاد وقود التحكم في الوضع.                                   |
| فايكنغ 1                    | 20 يوليو 1976 | 13 نوفمبر 1982 | 6 سنوات، 3 أشهر، 22 يومًا   | تسبب خطأ بشري أثناء تحديث البرنامج في انخفاض هوائي المكوّن، مما أدى إلى إنهاء الاتصال. |

## عصر فويياجر 1977 إلى 1986
لم تكن هناك مهمات على القمر بعد عام 1972.
وبدلاً من ذلك كان هناك تركيز على استكشاف الفضاء العميق في الثمانينيات.
تم إطلاق برنامج تحديث لزيادة حجم الهوائيات 64 م. من عام 1982 إلى عام 1988 تم تمديد الهوائيات الثلاثة لشبكة المريخ الفرعية التي يبلغ طولها 64 متراً في إسبانيا وأستراليا إلى 70 متراً. 
كان متوسط التحسن في أداء محطات DSS الثلاث للشبكة الفرعية أكثر من 2 ديسيبل في النطاق X بسبب التحديث.
وكانت زيادة الأداء هذه ضرورية لعودة البيانات العلمية خلال لقاءات فوييجر الناجحة مع أورانوس ونبتون، والمراحل المبكرة من مهمتها بين النجوم.
كما وسع التحديث النطاق المفيد للاتصالات لـ Pioneer 10 من حوالي 50 وحدة فلكية إلى حوالي 60 وحدة فلكية في S-band.

## عصر غاليليو 1986 إلى 1996
يوفر DSN خدمة الطوارئ لوكالات الفضاء الأخرى كذلك.
على سبيل المثال، لم يكن من الممكن استعادة مهمة المرصد الشمسي والغلاف الشمسي (SOHO) لوكالة الفضاء الأوروبية (ESA) بدون استخدام أكبر مرافق DSN. 